# Свердлов, Григорий Маркович
Григорий Маркович Свердлов (1898—1965) — советский учёный, доктор юридических наук.
Крупный советский исследователь по проблемам семейного права. Автор ряда трудов, включая учебные пособия для вузов.

## Биография
Родился 15 марта 1898 года в Курске в семье служащего.
После 1917 года работал в Московской потребительской кооперации и одновременно учился в 1-м МГУ на правовом отделении факультета общественных наук, который окончил в 1925 году и направлен в аспирантуру Института советского права РАНИОН. В 1942 году защитил кандидатскую диссертацию на тему «Война и правовая охрана детей в СССР»; в 1954 году — докторскую диссертацию на тему «Основные вопросы советского семейного права».
В 1939 году Свердлов перешел на научную работу в Институт права АН СССР, затем в Институт государства и права АН СССР, где проработал в должности старшего научного сотрудника более 25 лет. Занимался проблемами гражданского и хозяйственного права, истории советского права, опубликовал ряд научных работ по этим вопросам, был хорошим популяризатором и пропагандистом советского права. В 1949 году Г. М. Свердлов принимал участие в рабочей группе по подготовке проекта «Основ законодательства Союза ССР и союзных республик о браке и семье».
Им написано более 20 книг, учебников и брошюр, свыше 100 научных статей и рецензий. В числе его трудов монографии «Война и правовая охрана детей» (1943), «Брак и развод» (1949), «Охрана интересов детей в советском гражданском и семейном праве» (1952), «Семейное право европейских стран народной демократии» (1961), «Права граждан в семье» (1963), а также учебник «Советское семейное право» (1951, 1958).
Умер 28 мая 1965 года в Москве.